# Клуб (списание)
„Клуб“ (на английски: Club) е американско порнографско списание, сродно на британското „Клуб интернешънъл“ (Club International).
В списание „Клуб“ се публикуват статии и снимки с порнографска насоченост, включително женски и мъжки полови органи, сексуални актове, мастурбация, лесбийски секс.
Фотосесии за Клуб са снимали порно актрисите Трейси Лордс, Джина Лин, Джена Джеймисън, Силвия Сейнт, Дейзи Мари и много други.